# Granje (Jakšić)
Granje is een plaats in de gemeente Jakšić in de Kroatische provincie Požega-Slavonië. De plaats telt 108 inwoners (2001).